# 奥勃良
歐布萊恩（英語：O'Brien，又译奥勃良、奥布莱恩、奥布朗），是乔治·奥威尔的反乌托邦小说《一九八四》中的主要角色之一。其表面上是和主角温斯顿·史密斯同于真理部工作的核心党员，但实际上是思想警察头目，奥威尔在小说中没有提到过他的全名。 温斯顿·史密斯觉得他有一种奇怪的吸引力和可信任感，并认为他正在从事反党的活动。后来，史密斯加入了歐布萊恩参与的一个旨在推翻老大哥的秘密组织“兄弟会”，并获得了《寡头政治集体主义的理论和实践》，一本被认为是兄弟会领导者爱麦虞埃尔·果尔德施坦因写的书，但实际上这个组织不過是個誘餌，目的是捕捉那些思想不纯洁的人，而欧布莱恩是《寡头政治集体主义的理论和实践》的实际作者之一。在温斯顿·史密斯被捕后，在友爱部，歐布萊恩负责对他进行审问。